# 全日本大学野球連盟
公益財団法人全日本大学野球連盟（ぜんにほんだいがくやきゅうれんめい、英語: All Japan University Baseball Federation）は、日本における硬式大学野球の統轄組織で27の大学野球連盟が加盟している。日本高等学校野球連盟とともに上部組織として日本学生野球協会を構成している。主たる事務所は東京都渋谷区渋谷2丁目22番8号名取ビル9階（日本学生野球協会と同じ）。大学スポーツ協会（UNIVAS）に加盟している。

## 略史
第二次世界大戦終結後、学制改革によって誕生した新制大学の野球組織を統轄する目的で1947年に全国新制大学野球連盟が結成された。これは戦前に存在した「日本高等学校野球連盟」「日本専門学校野球連盟」（以上2連盟は戦後に設立された現存する同名の野球連盟とは別なもの）「日本師範学校野球連盟」が発展的に解消、改編したものである。
一方、戦前から続く旧制大学はそれぞれの連盟で独自の運営を行っていたが、1947年に大学統一選手権を開催しようという気運が高まり、東京六大学野球連盟、東都大学野球連盟、関西六大学野球連盟 (旧連盟)の旧制大学3連盟は全国大学野球連盟を結成した。この組織は同年より3連盟の代表が対戦する大学野球王座決定戦を実施していた。
いずれの連盟も既に戦後結成の日本学生野球協会下の組織であったが、大学野球の全国的な統一組織を作ろうという動きに対して旧制大学3連盟側はこれを固辞していた。これについては、戦後につくられた多くの新制大学による他の連盟と一緒の扱いをされたくないという自負の念と、自分たちの意志の及ばない組織に独立性を脅かされたくないという伝統誇示の両面があったといわれている。
1952年1月、旧制大学3連盟側が「理解を示して協力する」という立場を取ることでようやく全国的な統一組織が結成されることになった。同年には全国大学野球連盟と全国新制大学野球連盟のそれぞれを発展的な解消をしその上で合併をする形で新しい全国大学野球連盟が発足した。合併に際しては、旧来の新制大学野球連盟側が全国を地域別に分けた地区運営を編成していたので、運営上そのままの形で移行させた方が新組織としての改編に混乱が少なかったので、旧来の新制大学野球連盟に所属していた地域は、それらを若干修正した形で地区連盟としての運営が採られた。一方、旧制大学以来の3連盟は元来独立性が高かったのと、全国組織の再編を根回しした段階で協力を請われた立場などが尊重され、全日本大学野球選手権大会では地区編成には組み込まれないそれぞれ単独の出場権を持つことになった。1952年8月に開催された第一回全日本大学野球選手権大会実施当時の組織は後述の通り。
なお、この第一回大会当時の旧制大学3連盟以外の各地区予選のほとんどが新制大学野球連盟時代の地区予選を踏襲した暫定的な運営の下で行なわれた。後に続く各地区連盟の統括組織としての運営強化は、その後に徐々に整備されていった（各地区の大学野球に対する温度差などの事情により進度はまちまちであった）。また、連盟発足当時は旧来の全国大学野球連盟の名称をそのまま継承したが、第二回選手権大会までの間に現在の全日本大学野球連盟に正式に改められた。
- 東京六大学野球連盟
- 東都大学野球連盟
- 関西六大学野球連盟　（旧連盟）
- 北海道・東北地区　（後に北部地区大学野球連盟）
- 関東地区　（後に東部地区大学野球連盟）
  - 東京都新制大学野球連盟
  - 神奈川県下六大学野球連盟

　　※上記以外は地区に直接所属
- 東海地区　（後に北陸を加えて中部地区大学野球連盟）
  - 愛知大学野球連盟

　　※愛知以外は地区に直接所属。
- 近畿・中国・四国地区　（後に西部地区大学野球連盟）
  - 京都六大学野球連盟
  - 近畿大学野球連盟
  - 四国地区大学野球連盟

　　※上記以外は地区に直接所属
- 九州地区

新制大学野球連盟から移行した連盟には、当初から旧制大学連盟の様に独自性を発揮した運営を行なっていた連盟がある一方、単に地域毎にまとめられただけという性質のグループも混在していた。例えば、全日本大学野球選手権大会出場に繋がる代表決定に関して、個々のリーグ戦での優勝校や上位チームが代表決定戦に出場するところもあれば、リーグ戦とは全く無関係に地区内の全参加による一斉トーナメントで代表決定戦を実施したり、個別のリーグ戦は行なわず代表決定戦への出場のみなどそのあり方は様々であった。また各地区連盟（北部、東部、中部、近畿、西部、九州など）は当初は殆どが専任の連盟事務所・事務局は持たず、その地域の有力校が持ち回りで代行したり、地区連盟内の有力校集団（固有のリーグ自体は構成・運営していても、そのリーグ単独では当時の全日本大学野球連盟からはまだ承認されていない組織）が担当するなどの状態であった。
しかしそのような地区所属校のなかにもしだいに野球部の活動に力を入れる有力校が現れ始め、時代の推移とともに参加校が増えるに従って旧制リーグの運営や人気にあやかろうと、地区連盟内に新たなリーグ（連盟）を結成したり、リーグ戦の存在価値を高めようとする動きが大きくなっていった。その為、全日本大学野球連盟としても徐々に選手権大会での出場枠を拡大する方向で地区連盟の再編や新連盟の承認（代表枠の独立）を図っていった。（全日本大学野球連盟としては、代表枠を与えていない連盟については基本的には未承認連盟として任意組織扱いであり、それは当時も現在も同じ。）
このように、当初は地域全体を統括する為に創設された地区連盟（北部・東部・中部・西部・九州）も徐々に新しい連盟が全日本の連盟に正式に承認されるに従って、現在では殆どの地区でその役割を終えて実質的には消滅に至っている。
ただし九州地区のみは1952年の創設当初から続いたものが唯一そのまま現在に至っており、後に独立していった他2連盟（九州六大学野球連盟と福岡六大学野球連盟）と共に九州3連盟の一つとして並存している。
尚、大学野球の場合は高等学校とは異なり硬式野球のみを統括している。準硬式や軟式などは全く別組織となっており、それらに関しては現状では日本学生野球協会の統括傘下には含まれていない。（この連盟以外での活動チームに関する事情や詳細などは大学野球の記述を参照の事。）

## 沿革
- 1947年　全国大学野球連盟と全国新制大学野球連盟がそれぞれ発足し、それぞれで王座決定戦と選手権大会を実施。
- 1952年　全国大学野球連盟へ全国新制大学野球連盟を統合する形で全日本大学野球連盟（発足当初は名称が全国大学野球連盟。後に改称）が発足。全日本大学野球選手権大会を主催により同年8月に開催
- 1965年　第6回アジア野球大会派遣代表チーム選考会を11月10日から5日間実施。東京六大学・東都大学・首都大学・神奈川五大学・愛知大学・関西大学連合・九州六大学の各選抜チームが参加。東京六・東都・関西連合・九州六の4チームで決勝リーグを行い、東京六大学選抜チームが3勝1敗で優勝し代表権を獲得。（アジア大会でも優勝）
- 1970年　日本学生野球協会に協力し、明治神宮野球大会の第一回大会を開催
- 1972年　日米大学野球選手権大会を開始、全日本選抜チームが出場
- 1979年　財団法人として認可
- 1983年　夏季に記念行事として札幌で全日本大学選抜野球大会を単発開催[注釈 2]。
- 1991年　全日本アマチュア野球王座決定戦に参加
- 1997年　全日本アマチュア野球王座決定戦が終了
- 2005年　世界大学野球選手権大会に参加、全日本選抜チームを派遣
- 2009年11月22日 アマチュアである大学野球とプロ野球の初の交流試合となるU-26 NPB選抜 対 大学日本代表を開催。

※各地区連盟の再編成・独立に関しては全日本大学野球選手権大会への出場枠と連携している事象のため、当該記事側の沿革を参照の事。

## 運営大会

### 全国大会
- 毎年春季に各リーグの優勝チームによる全日本大学野球選手権大会（他競技のインカレに相当）を主催。
- 秋季には同様に各リーグの優勝チームと各リーグの代表校で複数での地区代表を集めて行なう明治神宮野球大会（明治神宮と共催する日本学生野球協会の傘下団体として協力）が行われる。

### 世界大会
- 優秀な選手を選出する全日本大学野球選抜チームを編成し、日米大学野球選手権大会（例年6月下旬～7月上旬に開催）へのチーム派遣と主催（各参加団体の持ち回り制）も行なう。
- 優秀な選手を選出する全日本大学野球選抜チームを編成し、世界大学野球選手権大会へのチーム派遣と主催（各参加団体の持ち回り制）も行なう。

## 加盟連盟
各地域から27の連盟（合計374大学）が加盟している（令和7年1月現在）。全日本大学野球連盟が直接管理しているのはそれぞれの大学野球連盟のみで、各個別の大学野球部は全日本大学野球連盟ではなく後述する各大学野球連盟に帰属している。従って、各リーグ戦・連盟の運営諸規定は全日本大学野球連盟が統合的に決定・指示しているのではなく、それぞれの連盟によって独自の裁量により決められて運営されており、細部ではリーグ毎にいろんな点で異なっている。代表的なものとして以下のものがある。（これらの内容はあくまで各連盟の事情や都合による運営になるので、全日本大学野球連盟が指導・命令などの干渉を行うものにはなっていない。）
1. 加盟チームの数や条件（加盟校数や学部・キャンパスの違いによるその可否、短大チームや女子単独チームの可否）
2. 登録学生の条件（一般的には入学時点で17歳以上の者で登録期間が通年で4年以内という条件。ただし高等専門学校4~5年生チームの可否、短期大学部の学生の登録可否、女子部員の登録可否などは個別規定。）
3. ルールオプションの細部（金属バット使用やDH制の採用、没収試合の条件など）
4. 試合の運営（総当り戦かトーナメントかの選択。総当たり戦は何校で構成するのか、どのようなブロック構成にするのか、ブロック間での入れ替え戦などの実施の有無、日程編成や使用球場など）

なお、傘下として加盟している各連盟内には全日本大学野球選手権大会への出場枠を持たない連盟・リーグも存在するが、それら自体は全日本大学野球連盟の加盟・承認団体ではないので、各連盟内における支部的な扱いになる。また後述各連盟の枠を超えた連盟やリーグ組織も存在しているが、全日本大学野球連盟の組織・運営とは何ら関わりのない任意の団体となる。
各地区の再編成や独立の経緯や変遷については、全日本大学野球選手権大会の出場枠と完全に連携している（連盟内部での支部運営は除く）ので、当該記事の沿革を参照の事。過去に加盟したCategory:現存しない日本の大学野球組織も参照。
| 連盟名               | 創立年 | 総数 | 1部 | 2部 | 3部 | 4部 | 備考                                         |
| -------------------- | ------ | ---- | --- | --- | --- | --- | -------------------------------------------- |
| 北海道地区           |        |      |     |     |     |     |                                              |
| 北海道学生野球連盟   | 1990年 | 8    | 6   | 2   | -   | -   |                                              |
| 札幌学生野球連盟     | 1990年 | 18   | 6   | 6   | 6   | -   |                                              |
| 東北地区             |        |      |     |     |     |     |                                              |
| 北東北大学野球連盟   | 1991年 | 16   | 6   | 6   | 4   | -   |                                              |
| 仙台六大学野球連盟   | 1969年 | 6    | 6   | -   | -   | -   |                                              |
| 南東北大学野球連盟   | 1991年 | 6    | 6   | 0   | -   | -   | 固定制ではない。2部に相当する学校が無い為。  |
| 関東・甲信越地区     |        |      |     |     |     |     |                                              |
| 千葉県大学野球連盟   | 1952年 | 17   | 6   | 6   | 5   | -   |                                              |
| 関甲新学生野球連盟   | 1993年 | 20   | 10  | 10  | -   | -   | 2部は東西地区制（各5校）                     |
| 東京新大学野球連盟   | 1958年 | 24   | 6   | 6   | 6   | 6   |                                              |
| 東京六大学野球連盟   | 1925年 | 6    | 6   | -   | -   | -   |                                              |
| 東都大学野球連盟     | 1931年 | 22   | 6   | 6   | 6   | 4   |                                              |
| 首都大学野球連盟     | 1964年 | 16   | 6   | 10  | -   | -   |                                              |
| 神奈川大学野球連盟   | 1949年 | 12   | 6   | 6   | -   | -   |                                              |
| 北陸・東海地区       |        |      |     |     |     |     |                                              |
| 愛知大学野球連盟     | 1949年 | 26   | 6   | 12  | 8   | -   | 2部3部はAB地区制（各6校・各4校）             |
| 東海地区大学野球連盟 | 1975年 | 20   | 静8 | 岐7 | 三5 | -   | 県別地区制（左から静岡・岐阜・三重）         |
| 北陸大学野球連盟     | 1968年 | 12   | 6   | 6   | -   | -   |                                              |
| 関西地区             |        |      |     |     |     |     |                                              |
| 関西学生野球連盟     | 1982年 | 6    | 6   | -   | -   | -   |                                              |
| 関西六大学野球連盟   | 1982年 | 6    | 6   | -   | -   | -   |                                              |
| 阪神大学野球連盟     | 1982年 | 18   | 6   | 12  | -   | -   | 2部は東西地区制（各6校）                     |
| 近畿学生野球連盟     | 1982年 | 18   | 6   | 6   | 6   | -   |                                              |
| 京滋大学野球連盟     | 1982年 | 12   | 6   | 6   | -   | -   |                                              |
| 中国・四国地区       |        |      |     |     |     |     |                                              |
| 広島六大学野球連盟   | 1967年 | 6    | 6   | -   | -   | -   |                                              |
| 中国地区大学野球連盟 | 1974年 | 20   | 6   | 6   | 8   | -   |                                              |
| 四国地区大学野球連盟 | 1981年 | 13   | 6   | 7   | -   | -   |                                              |
| 九州地区             |        |      |     |     |     |     |                                              |
| 九州六大学野球連盟   | 1957年 | 6    | 6   | -   | -   | -   |                                              |
| 福岡六大学野球連盟   | 1971年 | 6    | 6   | -   | -   | -   |                                              |
| 九州地区大学野球連盟 | 1952年 | 14   | 6   | 8   | -   | -   |                                              |
| 南部九州大学野球連盟 | 2025年 | 17   | 熊4 | 宮4 | 鹿4 | 沖5 | 県別地区制（左から熊本・宮崎・鹿児島・沖縄） |